# Albertà de Brescia
Albertà de Brescia (Brescia, 1195 - c. 1251) fou un jurista i erudit italià. Especialment actiu en la seua tasca durant els anys 1226 i 1251, tot i que fou manat empresonar per Frederic II Hohenstaufen en 1238. Allà, en presó, feu els seus tractats espirituals De amore Dei et proximi et aliarum rerum et de forma vitae (Sobre l'amor de Déu i el proïsme i sobre la forma de vida).
La seua aversió a la violència, que habia vist en qantitat a causa de les continuas lluites pel poder dins dels commune, el duria a proposar formes de comunitat y d'organització que eviten les faccions i sobretot que vagen en ajut dels més pobres, causants de vegades de desordres i violències. Així, es convertirà també en un gran promotor de formes d'assistència, confraternitats i hospicis.

## Biografia
Fou jutge de Brescia, però també representà la ciutat davant de la Lliga Llombarda, i assessor del Podestà de Gènova (1243).
Els seus tractats representen una forma d'obra erudita sagrada i profana, elaborats a partir d'un conjunt de preceptes ètics d'origen bíblic, però també d'autors llatins —especialment Sèneca—, tots plens de l'esperit franciscà. Serà traslladada a la llengua vulgar en 1268 per Andrea da Grosseto i per Soffredi del Grazia en 1278.

## Obres
Tractats
- De amore et dilectione Dei et proximi et aliarum rerum et de forma vitae (Sobre l'amor i la dilecció de Déu i del proïsme i sobre la forma de vida) (1238). (llatí)
- Ars loquendi et tacendi (Art de parlar i callar) (1245). (llatí)
- Liber consolationis et consillii (Llibre de consolacions i de consells) (1246). (llatí)

Sermons
- Sermo Januensis (Sermó genovès) (1243). (llatí)
- Sermones quattuor (Quatre sermons) (1250). (llatí)